# Лихтенборн
Лихтенборн (нем. Lichtenborn) — община в Германии, в земле Рейнланд-Пфальц. 
Входит в состав района Айфель-Битбург-Прюм. Подчиняется управлению Арцфельд.  Население составляет 330 человек (на 31 декабря 2010 года). Занимает площадь 11,43 км².